# Johann Georg Weichenberger
Johann Georg Weichenberger (* 11. Dezember 1676 in Graz; † (leichenbeschaut) 2. Januar 1740 in Wien) war ein österreichischer Lautenist, Komponist und kaiserlicher Beamter der Wiener Hofbuchhaltung. 

## Leben
Der Grazer Kaufmannssohn Johann Georg Weichenberger war ähnlich wie Wenzel Ludwig Freiherr von Radolt ein nicht hauptberuflich tätiger Musiker. Neben seinem Hauptberuf etablierte sich Weichenberger mit ersterem als einer der einflussreichsten Lautenisten im österreichisch-böhmischen Raum im beginnenden 18. Jahrhundert. Neben der von ihm verbreiteten „Neufranzösischen Lautenkunst“ entstand zu Beginn nach 1700 das Lautenkonzert. In seinen von Ernst Gottlieb Baron (in Unterssuchung der Lauten) gelobten Kompositionen pflegte Weichenberger den  französischen galanten Stil. Weichenberger komponierte zahlreiche Suiten und Partiten für Laute, sowie Konzerte für Laute, Violine und Bass. Seine Werke sind in vielen Lautentabulaturen zu finden.